# Phyllanthus pulcher
Phyllanthus pulcher es una especie de arbusto perteneciente a la familia de las filantáceas. Es originaria de Asia.

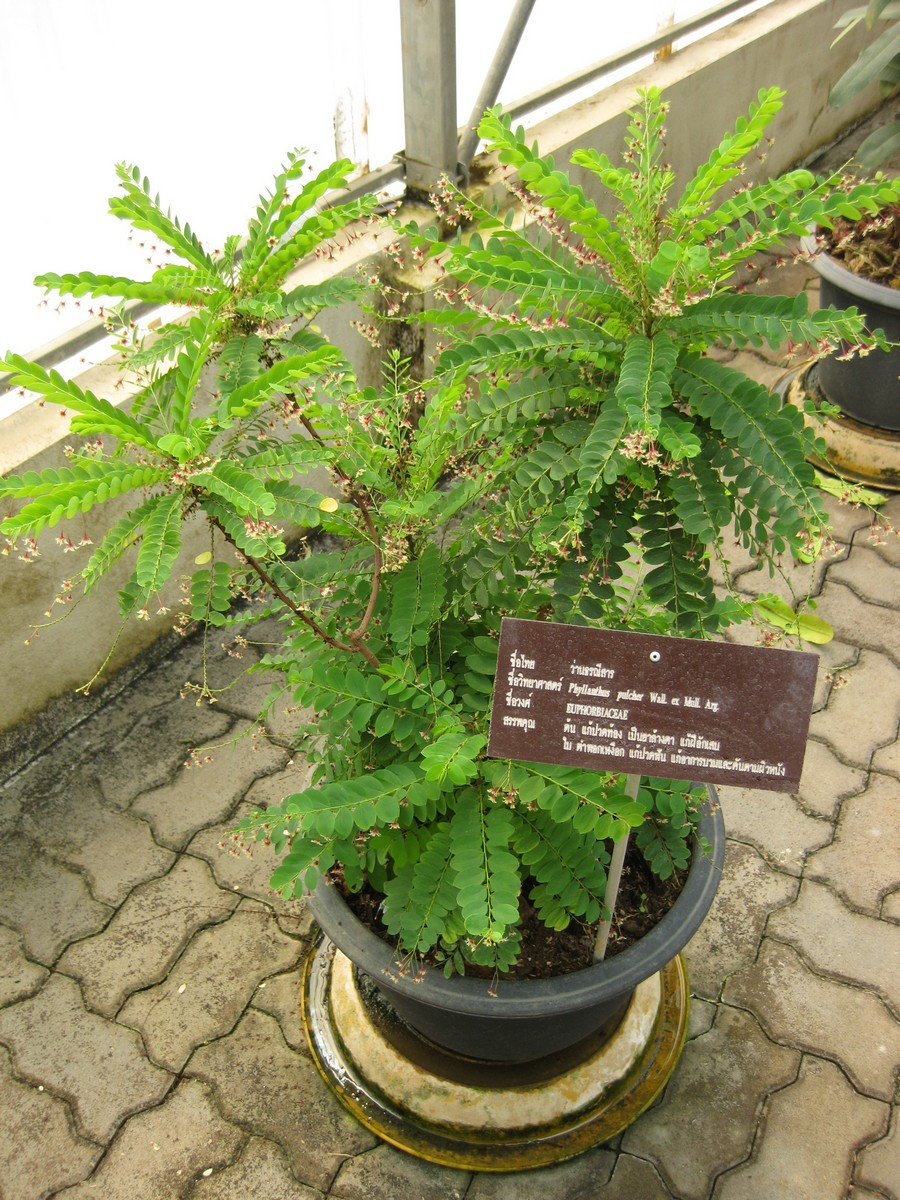
Detalle de la planta

## Descripción
Es un arbusto que alc anza un tamaño de 0.5-1.5 m de altura, monoico, glabro excepto por las ramas jóvenes puberulentas o ciliados y brácteas, tallo y ramas teretes, las ramas hasta de 40 cm, puberulentos. Hojas dísticas, 15-30 pares a lo largo de cada ramita; estípulas triangular-lanceolados, de 3-4 x 1,5-2 mm, serruladas marrón rojizo, enteras o oscuras; pecíolo 0.8-1.5 mm; limbo oblicuo oblongas a ovadas-oblongas, de 1.8 3 × 0.8-1.3 cm, membranosa, envés gris-verde, verdes adaxialmente, márgenes ligeramente revolutos, venas laterales 4-6 pares, oscuras. Inflorescencia un fascículo bisexual axilar, generalmente con varias flores masculinas y 1 hembra, flores con brácteas ciliadas en la base. Las flores masculinas: pedicelos delicadod de 5-10 mm; sépalos 4, ovado-triangulares, 2-3 × 1-2 mm, de color rojo oscuro, lacerados los márgenes. Las flores femeninas: pedicelos filamentosos, 15-23 mm; sépalos 6, ovado-triangulares, de 3.5-4 × 1,5 mm, los márgenes nervio central lacerado, más gruesas abaxialmente. Los frutos en cápsulas subglobosos, de 3 mm de diam., marrón, liso. Fl. De mayo a septiembre, fr. Agosto-Nov.

## Distribución y hábitat
Se encuentra en los bosques abiertos, matorrales junto al río; a una altitud de 700-1800 metros en Guangxi, Yunnan en China y en Camboya, India, Indonesia, Laos, Malasia, Birmania y Vietnam.

## Taxonomía
Phyllanthus pulcher fue descrita por Wall. ex Müll.Arg. y publicado en Linnaea 32: 49. 1863.
Sinonimia
- Diasperus pallidifolius Kuntze
- Diasperus pulcher (Wall. ex Müll.Arg.) Kuntze
- Epistylium glaucescens Baill.
- Epistylium phyllanthoides Baill.
- Epistylium pulchrum Baill.
- Phyllanthus asteranthos Croizat
- Phyllanthus lacerilobus Croizat
- Phyllanthus pallidus Müll.Arg.
- Phyllanthus zollingeri var. microphyllus Müll.Arg.
- Reidia glaucescens Miq.[3][4]